# John Fulton (rugby à XV)
Pour les articles homonymes, voir John Fulton et Fulton.
John Fulton, né en juillet 1871 et mort le 17 avril 1948 à Portrush (Irlande du Nord), est un joueur de rugby à XV, qui a évolué avec l'équipe d'Irlande comme arrière. 

## Carrière
Il a disputé son premier test match le 2 mars 1895 contre l'équipe d'Écosse. Son dernier test match fut contre l'équipe d'Écosse le 27 février 1904. John Fulton a remporté le Tournoi britannique de rugby à XV 1896 et 1899.

## Palmarès
- Vainqueur du tournoi en 1896 et en 1899

## Statistiques en équipe nationale
- 16 sélections en équipe nationale
- Sélections par années : 2 en 1895, 1 en 1896, 1 en 1897, 1 en 1898, 1 en 1899, 1 en 1900, 1 en 1901, 3 en 1902, 3 en 1903, 2 en 1904
- Tournois britanniques disputés: 1895, 1896, 1897, 1898, 1899, 1900, 1901, 1902, 1903, 1904